# Лин Редгрейв
Лин Рейчъл Редгрейв (на английски: Lynn Rachel Redgrave) е английска актриса, работила дълго време и в Съединените щати. 

## Биография
Родена е на 8 март 1943 г. в Лондон в семейство на актьори. Нейна по-голяма сестра е актрисата Ванеса Редгрейв. Дебютът си в театъра прави през 1962 г., а в средата на 60-те години играе в няколко филма, сред които „Georgy Girl“ (1966), за който е номинирана за Оскар и Златен глобус за най-добра женска роля. През 1967 г. започва да играе на Бродуей и през следващите години играе в театъра както в Ню Йорк, така и в Лондон. В края на 90-те години отново участва в няколко филма и за ролята си в „Богове и чудовища“ („Gods and Monsters“) отново е номинирана за Оскар.
Лин Редгрейв умира на 2 май 2010 г. в Кент, Кънектикът.

## Избрана филмография
| Година | Филм                                               | Оригинално заглавие                            | Роля          | Режисьор       |
| ------ | -------------------------------------------------- | ---------------------------------------------- | ------------- | -------------- |
| 1963   | Том Джоунс                                         | Tom Jones                                      | Сюзън         | Тони Ричардсън |
| 1972   | Всичко, което винаги сте искали да знаете за секса | Everything You Always Wanted to Know About Sex | Кралицата     | Уди Алън       |
| 1996   | Блясък                                             | Shine                                          | Джилиън       | Скот Хикс      |
| 1998   | Богове и чудовища                                  | Gods and Monsters                              | Хана          | Бил Кондън     |
| 2003   | Питър Пан                                          | Peter Pan                                      | леля Милисент | Пол Джон Хоган |
| 2003   | Кинси                                              | Kinsey                                         |               | Бил Кондън     |